# Гуа (Ицзин)
Гуа (кит. 卦; пиньинь: xuà) — особый графический символ, состоящий из черт яо. В зависимости от количества черт, входящих в символ, различают три вида гуа: диграмму, триграмму и гексаграмму.
Диграмма состоит из двух яо. Их чередование образуют четыре символа (四象).
Триграмма состоит из трёх яо: их чередование образует восемь возможных комбинаций, которые в совокупности называются ба-гуа (八卦 «восемь гуа»).
Гексаграмма состоит из шести яо: их чередование образует 64 возможных комбинации, составляющие люшисы гуа (六十四卦 «шестьдесят четыре гуа»).